# Гидравлический разрыв пласта
Гидравли́ческий разры́в пласта́ (ГРП, англ. hydraulic fracturing), или фре́кинг (fracking) — один из методов интенсификации работы нефтяных и газовых скважин и увеличения приёмистости нагнетательных скважин. Метод заключается в создании высокопроводимой трещины в целевом пласте для обеспечения притока добываемого флюида (газ, вода, конденсат, нефть либо их смесь) к забою скважины.
После проведения ГРП дебит скважины, как правило, резко возрастает. Метод позволяет «оживить» простаивающие скважины, на которых добыча нефти или газа традиционными способами уже невозможна или малорентабельна. Кроме того, в настоящее время метод применяется для разработки новых нефтяных пластов, извлечение нефти из которых традиционными способами нерентабельно ввиду низких получаемых дебитов. Также применяется для добычи сланцевого газа и газа уплотнённых песчаников.
Обычно на проведении ГРП и других методов интенсификации нефтедобычи специализируются сервисные нефтяные компании.

## Технология

Схематичное изображение многостадийного гидроразрыва пласта в горизонтальной скважине при добыче природного газа из сланцевых пород (т. н. «сланцевого газа»)

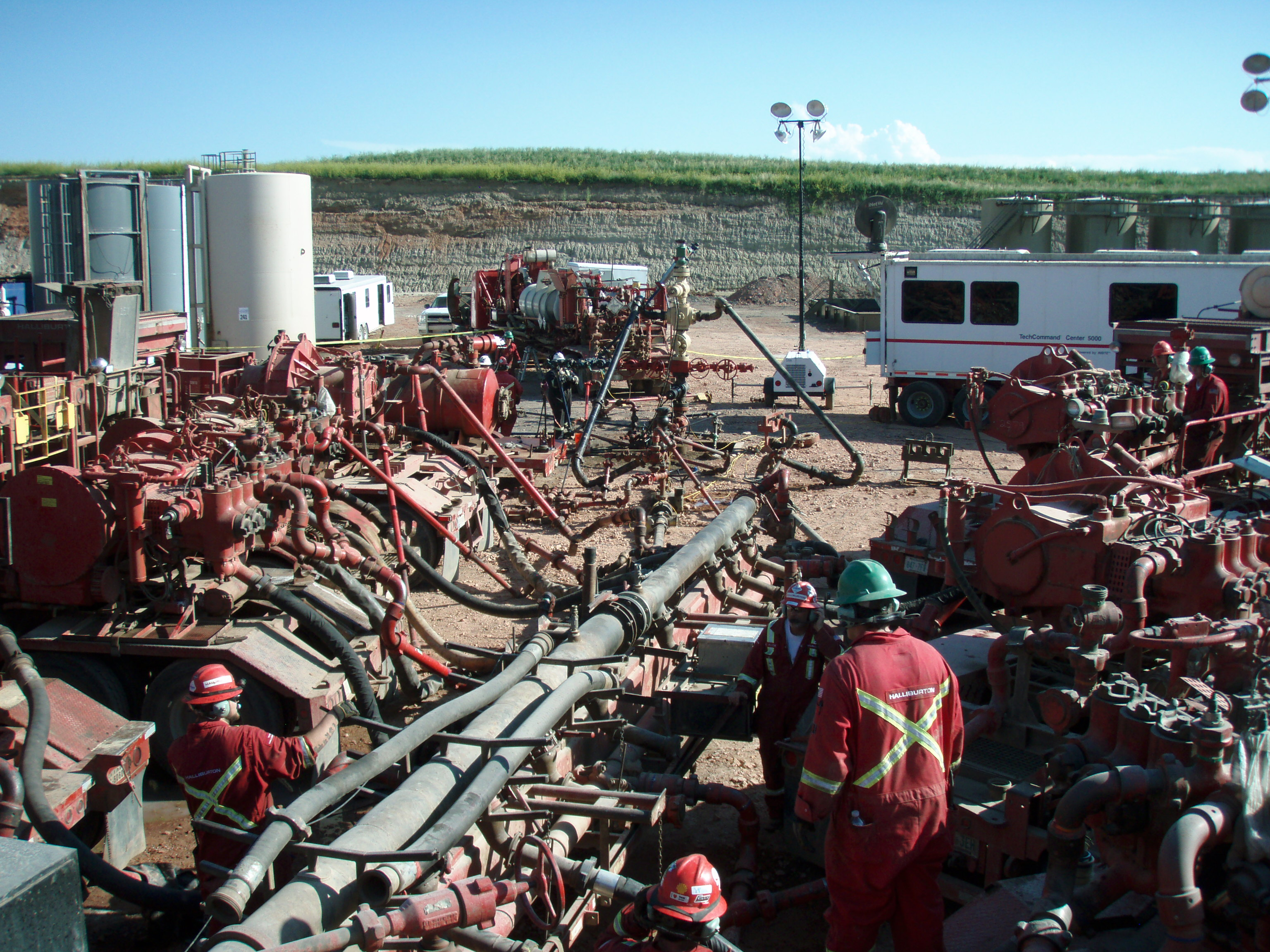
Часть оборудования, обеспечивающего гидроразрыв (штат Северная Дакота, сланцевое месторождение Баккен, 2011 г.).

Технология осуществления ГРП при добыче нефти включает в себя закачку в скважину с помощью мощных насосных станций жидкости разрыва (гель, в некоторых случаях вода, либо кислота при кислотных ГРП) при давлениях выше давления разрыва нефтеносного пласта. Для поддержания трещины в открытом состоянии, как правило, в осадочных горных породах (ОГП) используется расклинивающий агент — проппант, в карбонатных — кислота, которая разъедает стенки созданной трещины. Однако и в карбонатных коллекторах может быть использован проппант.
При добыче нетрадиционного газа ГРП позволяет соединить поры плотных пород и обеспечить возможность высвобождения природного газа. Во время проведения гидроразрыва в скважину закачивается специальная смесь. Обычно она на 99 % состоит из воды и песка (либо пропанта), и лишь на 1 % — из химических реагентов. Состав химических веществ открыт. Среди них, например, гелирующий агент, как правило, природного происхождения, например гуаровая камедь (более 50 % от состава химреагентов), ингибитор коррозии (только при кислотных ГРП), понизители трения, стабилизаторы глин, химическое соединение, сшивающее линейные полимеры, ингибитор образования отложений, деэмульгатор, разжижитель, биоцид (химреагент для уничтожения бактерий), загуститель.
Ввиду сложности физики и недоступности прямому наблюдению процесса развития трещины гидроразрыва пласта для оценки технологических параметров при проведении ГРП и геометрических размеров созданной трещины применяют специализированное программное обеспечение — симуляторы гидроразрыва пласта.
Для того, чтобы не допустить утечки жидкости для ГРП из скважины в почву или подземные воды, крупные сервисные компании применяют различные способы изоляции пластов, такие как многоколонные конструкции скважин и использование сверхпрочных материалов в процессе цементирования.

## Угроза здоровью
Химические вещества, используемые при ГРП, попадают в питьевую воду, и это приводит к повышению вероятности ряда заболеваний у живущих рядом людей. В исследовании на мышах беременных самок поили загрязнённой водой, что привело к серьёзному ухудшению иммунитета у потомства.

## Проблематика
Возможны ситуации, при которых гидроразрыв пласта приводит к ожидаемому результату (увеличению дебита скважины), однако вместе с этим происходит поступление в скважину не только нефти, но и сопутствующих вод (например при непредвиденном нарушении герметичности близлежащего коллектора с водой), что приводит к скачку уровня обводнённости скважины и может свести на нет положительный эффект метода.

## История
Проведение первого в мире ГРП приписывается компании Halliburton, выполнившей его в США в 1947 году. В качестве жидкости разрыва в тот момент использовалась техническая вода, в качестве расклинивающего агента — речной песок. Позже ГРП применялся и в СССР; теоретические основы метода разработали советские учёные Христианович С. А. и Желтов Ю. П. (1953 год), их исследования оказали значительное влияние на развитие метода ГРП в мире.
Впервые в мире гидроразрыв угольного пласта (для добычи метана из угольных пластов) был произведён в 1954 году в Донбассе.
ГРП используют также при разработке нетрадиционных месторождений: для добычи газа уплотнённых песчаников, а также сланцевого газа и легкой нефти из низкопроницаемых пород (многостадийный ГРП в протяжённых горизонтальных скважинах).
Сегодня метод ГРП довольно часто применяется как государственными, так и частными добывающими компаниями в качестве метода интенсификации добычи нефти и газа.

## Использование ГРП в России
Частные нефтяные компании «ЮКОС» и «Сибнефть» использовали на своих месторождениях метод ГРП. Ряд журналистов и экспертов тогда утверждали, что этот метод добычи нефти является варварским и приводит к разграблению месторождений. Аналогичные критические утверждения делал президент «Роснефти» Сергей Богданчиков.
В то же время и «Роснефть» широко применяла метод ГРП: по состоянию на 2009—2010 год «Роснефть» была в числе крупнейших клиентов нефтесервисной компании Schlumberger, специализирующейся на проведении гидроразрывов. В начале ноября 2006 на Приобском нефтяном месторождении, эксплуатируемом ООО «РН-Юганскнефтегаз» (дочернее предприятие государственной компании «Роснефть», получившей контроль над основным активом «ЮКОСа» — «Юганскнефтегазом»), при участии специалистов компании Newco Well Service был произведён крупнейший в России гидроразрыв нефтяного пласта. В пласт было закачано 864 тонны расклинивающего агента (пропанта). Операция велась семь часов и транслировалась в прямом эфире через интернет в офис «Юганскнефтегаза». В настоящее время в компании «Роснефть» делается более 2 тысяч операций по ГРП в год, абсолютное большинство новых скважин вводится в действие при помощи этого метода.
В 2016 году «Газпром нефть» впервые в России провела сначала 18-стадийный, а затем и 30-стадийный гидроразрыв пласта на горизонтальных скважинах Южно-Приобского месторождения в ХМАО.

## Запреты на применение гидроразрыва и их отмена
В июле 2011 года парламент Франции принял закон, запрещающий применение технологии гидравлического разрыва геологических пластов на территории страны. В октябре 2013 года Конституционный совет Франции в решении по иску американской фирмы Schuepbach Energy LLC постановил, что закон о запрете применения технологии гидроразрыва пласта от 13 июля 2011 года не противоречит конституции страны..
Применение ГРП при разведке природного газа из сланцевых пород было запрещено парламентом Болгарии в январе 2012 года.
В сентябре 2013 года правительство Нидерландов ввело временный запрет на применение технологии гидроразрыва пласта для добычи газа. В декабре 2014 года правительство Марка Рютте приняло резолюцию о продлении запрета на использование технологии гидроразрыва в Нидерландах до 2016 года.
В США власти штатов Вермонт (2012 год) и Нью-Йорк (декабрь 2014 года) запретили проводить добычу газа методом гидроразрыва пласта на своей территории.
В 2014 году Великобритания отменила запрет на добычу сланцевого газа методом гидроразрыва пласта, введённый после двух небольших землетрясений в 2011 году рядом с Блэкпулом, вызванных добычей сланцевого газа. Аналогичное решение приняли власти ЮАР в сентябре 2012 года.